# Mascagnia
Mascagnia é um género botânico pertencente à família Malpighiaceae.

## Espécies
- Mascagnia aequatorialis W.R.Anderson & C.Cav.Davis
- Mascagnia affinis W.R. Anderson & C.Cav. Davis
- Mascagnia amazonica Nied.
- Mascagnia americana Bertero
- Mascagnia anderssonii W.R. Anderson

1. ↑  «Mascagnia — World Flora Online». www.worldfloraonline.org. Consultado em 19 de agosto de 2020